# アマスンズ

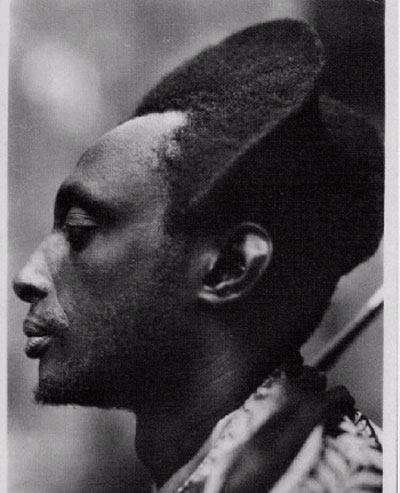
アマスンズを整えたツチの牧人が写った古い写真

アマスンズ（Amasunzu）は、ルワンダの男性や未婚の女性に見られる伝統的な髪型の一種である。櫛で念入りに整えられたそのかたちは、よく三日月形としていると描写される。髪型は社会的地位を表し、20世紀以前ではアマスンズをしていない男性は不審の目で見られた。未婚の女性も18-20歳を過ぎるとアマスンズの髪型にし、結婚適齢期にあることを示した。